# Slovenská extraliga ledního hokeje 1993/1994
Sezóna 1993/1994 byla 1. ročníkem Slovnaft extraligy. Vítězem se stal tým HK Dukla Trenčín.

## Konečná tabulka základní části
| Poř. | Tým                      | Z  | V  | R  | P  | VG  | OG  | B  |
| ---- | ------------------------ | -- | -- | -- | -- | --- | --- | -- |
| 1.   | HK Dukla Trenčín         | 36 | 25 | 4  | 7  | 151 | 88  | 54 |
| 2.   | HC Košice                | 36 | 22 | 7  | 7  | 167 | 93  | 51 |
| 3.   | HC Slovan Bratislava     | 36 | 21 | 6  | 9  | 124 | 93  | 48 |
| 4.   | Martimex ZŤS Martin      | 36 | 14 | 10 | 12 | 106 | 100 | 38 |
| 5.   | HC Nitra                 | 36 | 16 | 6  | 14 | 108 | 102 | 38 |
| 6.   | HK ŠKP Poprad            | 36 | 15 | 4  | 17 | 106 | 111 | 34 |
| 7.   | HK Spišská Nová Ves      | 36 | 11 | 8  | 17 | 94  | 122 | 30 |
| 8.   | HK Prešov                | 36 | 11 | 6  | 19 | 96  | 131 | 28 |
| 9.   | MHk 32 Liptovský Mikuláš | 36 | 11 | 5  | 20 | 109 | 133 | 27 |
| 10.  | ZTK Zvolen               | 36 | 4  | 4  | 28 | 91  | 176 | 12 |

## Hráčské statistiky základní části

### Kanadské bodování
Toto je konečné pořadí hráčů podle dosažených bodů. Za jeden vstřelený gól nebo přihrávku na gól hráč získal jeden bod.
| Poř. | Hráč               | Tým                  | Z  | G  | A  | B  | TM | +/- |
| ---- | ------------------ | -------------------- | -- | -- | -- | -- | -- | --- |
| 1.   | Miroslav Šatan     | HK Dukla Trenčín     | 39 | 42 | 22 | 64 | 16 | --  |
| 2.   | Roman Kontšek      | HK Dukla Trenčín     | 38 | 28 | 31 | 59 | -- | --  |
| 3.   | Peter Veselovsky   | HC Košice            | 44 | 17 | 28 | 45 | -- | --  |
| 4.   | Vlastimil Plavucha | HC Košice            | 45 | 30 | 14 | 44 | -- | --  |
| 5.   | Josef Petho        | HC Slovan Bratislava | 41 | 18 | 25 | 43 | -- | --  |
| 6.   | Lubomir Rybovic    | HC Košice            | 46 | 21 | 20 | 41 | -- | --  |
| 7.   | Jozef Daňo         | HK Dukla Trenčín     | 38 | 15 | 26 | 41 | -- | --  |
| 8.   | Dušan Pohorelec    | HC Slovan Bratislava | 44 | 17 | 21 | 38 | -- | --  |
| 9.   | Karol Rusznyák     | HC Slovan Bratislava | 41 | 19 | 17 | 36 | -- | --  |
| 10.  | Pavol Zubek        | HC Košice            | 43 | 13 | 22 | 35 | -- | --  |

## Vyřazovací boje
|  | Semifinále | Semifinále           | Semifinále |  |  | Finále | Finále           | Finále |
|  |            |                      |            |  |  |        |                  |        |
|  | 1          | HK Dukla Trenčín     | 3          |  |  |        |                  |        |
|  | 4          | Martimex ZŤS Martin  | 1          |  |  |        |                  |        |
|  |            |                      |            |  |  | 1      | HK Dukla Trenčín | 3      |
|  |            |                      |            |  |  | 2      | HC Košice        | 2      |
|  | 2          | HC Košice            | 3          |  |  |        |                  |        |
|  | 3          | HC Slovan Bratislava | 2          |  |  |        |                  |        |

## Semifinále
- HK Dukla Trenčín - Martimex ZŤS Martin 3:1 (7:2,4:2,2:3,3:1)
- HC Košice - HC Slovan Bratislava 3:2 (7:4,1:2,5:2,1:2,4:1)

## O 3. místo
- HC Slovan Bratislava - Martimex ZŤS Martin 1:2 (7:1,1:4,3:4)

## Finále
| Utkání   | Finalista        |      | Finalista        | Výsledek |
| -------- | ---------------- | ---- | ---------------- | -------- |
| 1.utkání | HK Dukla Trenčín | ---- | HC Košice        | 2 : 3    |
| 2.utkání | HK Dukla Trenčín | ---- | HC Košice        | 4 : 1    |
| 3.utkání | HC Košice        | ---- | HK Dukla Trenčín | 6 : 5    |
| 4.utkání | HC Košice        | ---- | HK Dukla Trenčín | 2 : 3    |
| 5.utkání | HK Dukla Trenčín | ---- | HC Košice        | 5 : 1    |